# کبیر ستوری
کبیر سْتوری از شاعران ملی‌گرای اهل افغانستان بود.

## زندگی‌نامه
کبیر استوری از خانواده یوسفزی بود. وی بنیادگذار و رئیس انجمن دانشجویان افغان در فرانکفورت آلمان در سال ۱۹۶۶ بود. وی هم‌چنین در سال ۱۹۷۲ رئیس اتحادیه عمومی دانشجویان افغان، و در سال ۱۹۷۶ در فرانکفورت رئیس اتحاد آزادی‌بخش ملی پشتون‌ها و بلوچ‌ها بود.
کبیر ستوری در سال ۱۹۷۳ در بخش پشتو رادیو صدای آلمان کار و فعالیت می‌کرد. وی در فوریه ۱۹۸۱ «حزب سوسیال دموکرات پشتون‌ها» را در آلمان تأسیس کرد و به عنوان نخستین رئیس این حزب برگزیده شد.